# Javaanse sibia
De Javaanse sibia (Laniellus albonotatus synoniem: Crocias albonotatus ) is een zangvogel uit de familie Leiothrichidae. De vogel werd in 1832 door René-Primevère Lesson geldig beschreven. Het is een voor uitsterven gevoelige, endemische vogelsoort op West-Java. 

## Kenmerken
De vogel is 20 cm, het is een slanke babbelaar met een lange staart. De vogel is van boven kastanjebruin met druppelvormige lichte vlekken. De kopkap en de nek zijn donkergrijs, rond het oog bijna zwart. De vogel is van onder roomwit en op de okerkleurige flanken zitten witte vlekken. De snavel is hoornkleurig grijs en de poten vuilgroen.

## Verspreiding en leefgebied
Deze soort is endemisch op het Indonesische eiland Java. De vogel is nog redelijk algemeen in het Nationaal park Gunung Gede Pangrango. Het is een vogel die voorkomt aan de randen en in de boomkronen van breedbladig, montaan loofbos tussen de 900 en 2400 m boven zeeniveau.

## Status
De Javaanse sibia heeft een beperkt verspreidingsgebied en daardoor is de kans op uitsterven aanwezig. De grootte van de populatie is niet gekwantificeerd, maar de aantallen gaan achteruit door vangst en ontbossing en versnippering van het leefgebied buiten de bosreservaten.